# 401 Ottilia
Ottilia è un asteroide della fascia principale del diametro medio di circa 99,12 km. Scoperto nel 1895, presenta un'orbita caratterizzata da un semiasse maggiore pari a 3,3417520 UA e da un'eccentricità di 0,0391829, inclinata di 5,97307° rispetto all'eclittica.
Stanti i suoi parametri orbitali, è considerato un membro della famiglia Cibele di asteroidi.
Il suo nome è dedicato Ottilia, una figura del folclore tedesco, legata all'area della Foresta Nera.